# 洲际交易所集团
洲際交易所集團（英語：Intercontinental Exchange, Inc.，：ICE），是美國一網上期貨交易平台，亦提供能源及商品及其衍生產品的櫃檯買賣（OTC）服務。集團最初主要經營能源相關產品，例如：原油、天然氣、電力及碳排放，透過近年收購合併，經營範圍已拓展到其他商品，例如：糖、棉花、咖啡、外匯及指數期貨。

## 收購紐約泛歐證券交易所
2012年12月21日美國洲際交易所（Inter Continental Exchange Inc.，ICE）以33%現金，金額上限為27億美元及67%4250萬股以換股方式進行。每股收購作價33.12美元，斥資82億美元，收購紐約泛歐證券交易所。收購完成，ICE會成為全球第三大期貨交易所，協議將包括ICE收購NYSE後，再出售NYSE於法國、荷蘭、比利時和葡萄牙的交易所業務。
交易將以現金和股換股方式進行，紐交所的股東有三種選擇：
1. 有權選擇以每股收取33.12美元；
2. 每股換取0.5281股ICE股票；
3. 現金和換股—每股收取11.27美元及0.1703股ICE股票。

紐約泛歐交易所將持有36%洲際交易所股份4250萬股。
2013年8月17日美國證券交易委員會在網站公布的一份監管文件顯示，洲際交易所以82億美元收購紐交所母公司的紐約泛歐證券交易所（NYX）的交易已獲批。

## 旗下交易所
洲际交易所集团擁有12間交易所以及6間結算所。
- 紐約證券交易所
- 洲際交易所
- ICE加拿大期货交易所
- ICE欧洲清算所
- ICE美国清算所
- NYSE MKT
- NYSE创业板（NYSE Alternext）
- NYSE Arca欧洲（NYSE Arca Europe）
- 纽交所群岛交易所（NYSE Arca）
- 倫敦國際石油交易所
- ICE加密货币交易所 （页面存档备份，存于）
- ICE综合交易所 （页面存档备份，存于）

## 外部連結
- 紐約泛歐交易所網站 （页面存档备份，存于）
- 洲際交易所網站